# Comic Art (Verlag)
Comic Art war ein italienischer Comicverlag aus Rom, der von 1965 bis 2000 bestand.
Der Verlag wurde 1965 von Rinaldo Traini (1931–2019) gegründet. Dieser war Mitveranstalter des ersten internationalen Comic-Salons in Bordighera und konnte durch seine Kontakte nun US-amerikanische Comicstrips in querformatigen Büchern auf Italienisch veröffentlichen. Ab den 1980er Jahren erschienen neben frankobelgischen Albenserien und Marvel-Superhelden die Magazine L’ Eternauta und Comic Art. In den 1990er Jahren folgten auch wenige Manga-Serien.

## Comicserien (Auswahl)
- Flash Gordon
- Mandra, der Zauberer
- Rip Kirby
- Dick Tracy
- Brick Bradford
- Blake und Mortimer
- Tim und Struppi
- Buddy Longway
- Comanche
- Leutnant Blueberry
- Conan-der-Barbar-Comicserie
- Druuna
- Detektiv Conan
- Sin City
- Hellboy